# وادي عبدون

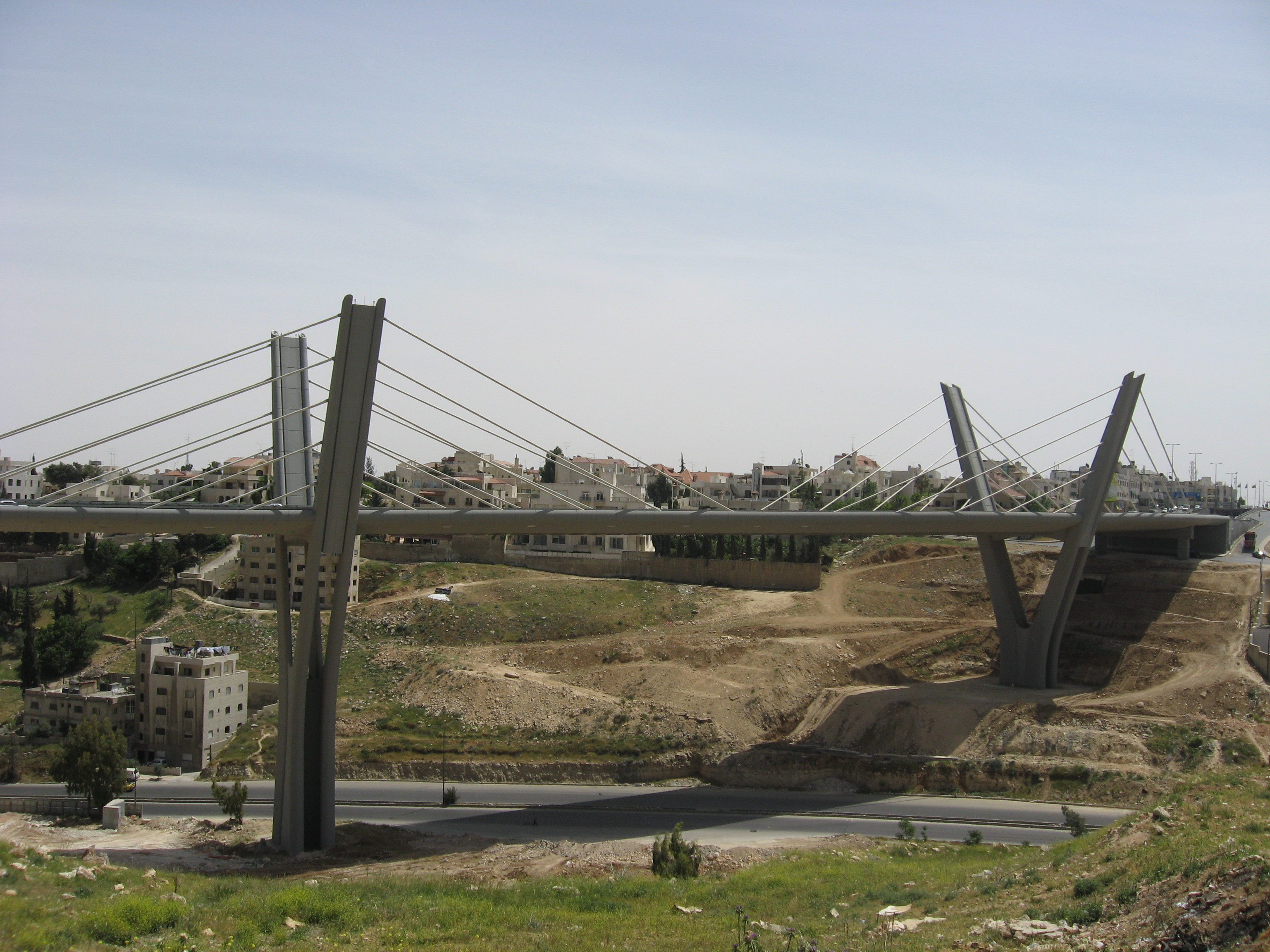
جسر عبدون الذي يمر من فوق وادي عبدون

وادي عبدون وادي يقع في وسط مدينة عمّان الكبرى ضمن منطقة عبدون، يمتد من راس العين شرقا - حيث مقر أمانة عمان الكبرى حتى الصويفية غربا. وينتصب من فوقه واحد من أحدث الجسور المعلقة في المنطقة وهو جسر عبدون المعلق. تعكف امانة عمان الكبرى الآن على تنفيذ مشروع ضخم في هذا الوادي يدعى مشروع ممر عبدون. وكانت أمانة عمان الكبرى قد اعلنت في الخامس من نيسان الماضي عن نيتهاقامة مشروع (مجمع للدوائر الحكومية) في وادي عمان في المنطقة المعروفة بـ «كوريدور» عبدون على قطعة أرض مساحتها 570 دونما بكلفة مالية تقدر بمليار و400 مليون دينار وان تصميم مباني ومرافق المشروع سيكون من اختصاص وزارة الاشغال العامة والإسكان.
وحسب تصورات الامانة فان مشروع مجمع الدوائر الحكومية سيحظى بمزيد من الخدمات بالرغم من الاستملاكات الكبيرة وسيكون المجمع المزمع اقامته على مقربة من مبنى الأمانة ومناطق الابراج متعددة الاستعمال في عبدون كما ستتم خدمته بشبكة القطار الخفيف بين عمان والزرقاء, بحيث يتمكن المواطن من الوصول اليه وإنجاز معاملاته في منطقة حكومية موحدة، من دون أن يتحمل عناء التنقل بين الوزارات والمؤسسات من حي إلى آخر.